# Hugo Birger
Hugo Birger (til 1878 Hugo Birger Peterson − født 12. januar 1854 i Stockholm, død 17. juni 1887 i Helsingborg) var en svensk kunstner og maler. Han studerede ved Konstakademien i Stockholm i 1870'erne. I 1877 blev han belønnet med en medalje for maleriet Syndafallet. Han er repræsenteret på Göteborgs konstmuseum og Nationalmuseum i Stockholm.

## Udvalgte billeder
| - Utanför hamnfogdekontoret (1875) - Syndafallet (1877) - I bersån ('løvskjul', ca. 1880) Nationalmuseum |

| - Vid bryggan, Lysekil (1885) - Skandinaviska konstnärernas frukost i Café Ledoyen Paris på ferniseringdagen (1886) - Nordafrikanska jägare rastar |